# Сен-Пьер-д’Овиллер
Аббатство д’Овиллер, или более формально Аббатство Сен-Пьер-д’Овиллер (фр. Abbaye Saint-Pierre d’Hautvillers), — бывший бенедиктинский монастырь в коммуне Овиллер департамента Марна на северо-востоке Франции. Аббатство функционировало с 665 года и до Французской революции 1789 года. Здесь находились мощи святой Елены, императрицы и матери Константина, с 841 года и по 1819 год. Один из его монахов, Дом Периньон, внес свой вклад в развитие игристого вина в регионе Шампани. Здание было классифицировано как памятник исторической ценности с 1983 года.

## История монастыря
Аббатство было основано в 650 году святым Нивардом, епископом Реймским. Согласно легенде, голубь указал место, где построить аббатство, которое будет следовать уставу святого Бенедикта и святого Колумбана. Аббатство процветало при династии Каролингов и получило большую известность благодаря своим рукописям, таким как Евангелие Эббона и Утрехтская псалтырь.
Святой Регул присоединился к аббатству в 662 году, до становления Святого Ниварда в качестве архиепископа Реймского в 669. В 841 году священник из Реймса украл реликвию мощей Святой Елены из Рима, и реликварий был передан аббатству. Реликвии привлекли паломников, и доходы позволили аббатству купить земли и виноградники в окрестностях площадью в 40 гектаров.
Остальные мощи святой Елены оставались в монастыре до начала Французской революции. Монастырь был разрушен, но келарь скрывал реликвии до тех пор, пока они не были безопасно доставлены в Париж для публичного почитания. Затем они были доверены рыцарям Гроба Господня и установлены в их церкви, Сен-Ле-Сен-Жиль в 1819 году.